# ویسوا
ویسوا (به لاتین: Wisła) یک منطقهٔ مسکونی در لهستان است که در شهرستان چیشن واقع شده‌است. ویسوا ۱۱۰٫۲۶ کیلومتر مربع مساحت و ۱۱٬۴۵۳ نفر جمعیت دارد و ۵۱۳ متر بالاتر از سطح دریا واقع شده‌است.

## خواهرخوانده
شهر نپوموک خواهرخواندهٔ ویسوا هست.